# Fosfaatgebufferde zoutoplossing
Fosfaatgebufferde zoutoplossing (Engels: Phosphate buffered saline, PBS) is een bufferoplossing die wordt gebruikt in biologisch onderzoek. Het is een op water gebaseerde zoutoplossing bevattende dinatriumwaterstoffosfaat, natriumdiwaterstoffosfaat en natriumchloride in sommige preparaten, dikaliumwaterstoffosfaat, kaliumdiwaterstoffosfaat en kaliumchloride. De osmolariteit en ionenconcentratie van de oplossing is hetzelfde als die van het menselijk lichaam (isotoon).
PBS heeft vele toepassingen omdat het isotoon en niet giftig is voor cellen. Deze toepassingen omvatten stofverdunning en celcontainerspoeling. PBS met EDTA wordt ook gebruikt om vastgekleefde en samengeklonterde cellen los te weken. Divalente metalen zoals zink kunnen echter niet worden toegevoegd omdat dit leidt tot precipitatie. Voor dit soort toepassingen zijn Goodbuffers aanbevolen.
Er zijn veel verschillende manieren om PBS bereiden. Sommige formuleringen bevatten geen kalium, terwijl andere calcium of magnesium bevatten.